# Корабль пришельцев
«Корабль пришельцев» — советский художественный фильм Сергея Никоненко по мотивам повести Владимира Губарева «Легенда о пришельцах», в которой художественно интерпретированы реальные события вокруг неудачного запуска четвёртого советского беспилотного корабля-спутника («Спутник-7-1») 22 декабря 1960 года с двумя собаками на борту.

## Сюжет
На поиски упавшего в районе Подкаменной Тунгуски космического корабля отправляется экспедиция специалистов, посланных Главным конструктором, во главе с Арвидом Палло (реальная персона). К экспедиции присоединяются корреспондент «Комсомольской правды» Татьяна Зименкова и местный метеоролог-энтузиаст Мангулов. Рискуя, они самоотверженно выполняют задание, обеспечив будущий полёт первого космонавта Юрия Гагарина.

## В ролях
| Актёр                | Роль                                                             |
| -------------------- | ---------------------------------------------------------------- |
| Олег Табаков         | главный конструктор (прототип — Сергей Королёв)                  |
| Екатерина Воронина   | Татьяна Зименкова                                                |
| Сергей Никоненко     | Георгий Гришин (прототип — летчик-космонавт СССР Георгий Гречко) |
| Райво Трасс          | Арвид Палло                                                      |
| Валерий Гатаев       | Комаров                                                          |
| Владимир Стеклов     | Мангулов, метеоролог                                             |
| Наталья Аринбасарова | жена Мангулова                                                   |
| Александр Новиков    | Козлов                                                           |
| Алексей Ванин        | секретарь горкома Туры                                           |
| Яков Беленький       | академик                                                         |
| Борис Григорьев      | эпизод                                                           |

## Съёмочная группа
- Автор сценария: Владимир Губарев
- Режиссёр: Сергей Никоненко
- Оператор: Андрей Кириллов
- Художник: Виктор Сафонов